# Bolsa de Valores de Lima
La Bolsa de Valores de Lima S. A. A. (BVL) es una empresa privada peruana, cuyas acciones se encuentran listadas en el mercado de valores, y su acción pertenece al Índice S&P/BVL Peru General. El objetivo principal de la BVL es facilitar la negociación de los valores inscritos en bolsa, proveyendo los servicios, sistemas y mecanismos para la intermediación de manera justa, competitiva, ordenada, continua y transparente. Asimismo, busca ampliar la estructura del mercado financiero peruano, creando empresas estratégicas que originen y formen un grupo económico sólido, con la participación de nuevos inversionistas en el mercado peruano. Una de las empresas estratégicas es Datatec. 
En 2008 alcanzó el grado de inversión por la Standard and Poor's. Posteriormente, la Bolsa de Valores de Lima participa en toda la cadena de valor, y es dueña del 93.83% del accionariado de la empresa CAVALI ICLV (Registro Central de Valores y Liquidaciones), encargada de administrar eficientemente el registro, compensación, liquidación y custodia de los valores que se negocian en el mercado peruano de capitales. Desde 2011, mientras consiguió la mayor rentabilidad a nivel global, la BVL forma parte del Mercado Integrado Latinoamericano (MILA).

## Objetivo y funciones
Los fines de la Bolsa de Valores de Lima son facilitar la negociación de valores mobiliarios y otros productos bursátiles, brindando a sus miembros los servicios, sistemas y mecanismos adecuados, para que ello se realice en forma justa, competitiva, ordenada, continua y transparente.

### Roles de la BVL
Según su estatuto la BVL tiene las siguientes funciones: 
- Proporcionar a sus asociados los locales, sistemas y mecanismos que les permitan, en sus diarias negociaciones, disponer de información transparente de las propuestas de compra y venta de los valores, la imparcial ejecución de las órdenes respectivas y la liquidación eficiente de sus operaciones;
- Fomentar las negociaciones de valores, realizando las actividades y brindando los servicios para ello, de manera de procurar el desarrollo creciente del mercado;
- Inscribir, con arreglo a las disposiciones legales y reglamentarias, valores para su negociación en Bolsa, y registrarlos;
- Ofrecer información al público sobre los Agentes de Intermediación y las operaciones bursátiles;
- Divulgar y mantener a disposición del público información sobre la cotización de los valores, así como de la marcha economía y los eventos trascendentes de los emisores;
- Velar porque sus asociados y quienes los representen actúen de acuerdo con los principios de la ética comercial, las disposiciones legales, reglamentarias y estatutarias que les sean aplicables;
- Publicar informes de la situación del Mercado de Valores y otras informaciones sobre la actividad bursátil;
- Certificar la cotización de los valores negociados en Bolsa;
- Investigar continuamente acerca de las nuevas facilidades y productos que puedan ser ofrecidos, tanto a los inversionistas actuales y potenciales cuanto a los emisores, proponiendo a la Superintendencia del Mercado de Valores, cuando corresponda, su introducción en la negociación bursátil;
- Establecer otros servicios que sean afines y compatibles;
- Practicar los demás actos que sean necesarios para la satisfacción de su finalidad;
- Constituir subsidiarias para los fines que determine la Asamblea General de Asociados; y, las demás que le asignen las disposiciones legales y este estatuto.

## Sectores en la Bolsa de Valores de Lima
En la Bolsa de Valores de Lima se cotizan acciones de diversos sectores. No obstante, cabe mencionar que las acciones mineras predominan y caracterizan a la bolsa peruana. Entre los sectores destacan: 
- Sector Agropecuario;
- Sector Bancos y Financieras;
- Sector Diverso
- Sector Industriales;
- Sector Minería;
- Sector Servicios;

Asimismo se puede encontrar los siguientes subsectores:
- Subsector Alimentos y Bebidas;
- Subsector Eléctricas;
- Subsector Mineras No Metálicas;
- Subsector Telecomunicaciones;
- Subsector Mineras Juniors;

En 2024 se permite la adquisición de bitcóin y otras criptomonedas.